# 広島市立井口中学校
広島市立井口中学校（ひろしましりついのくちちゅうがっこう）は、広島県広島市西区井口明神に位置する公立の中学校。広島市立井口小学校と広島市立井口明神小学校を校区とする。

## 沿革
- 1973年（昭和53年）
  - 4月1日：広島市立井口中学校設立（広島市立庚午中学校より分離開校）
  - 4月7日：開校式・第1回入学式（1年生:146名・2年生:148名、井口小学校体育館）
  - 7月21日：生徒会発足
  - 8月10日：校舎完成
  - 11月1日：校旗完成
  - 11月2日：第1回体育大会開催
  - 12月23日：校歌歌詞完成
- 1979年（昭和54年）
  - 3月2日：プール完成
  - 3月31日：体育館完成

## 部活動

### 体育系
- 陸上部
- 水泳部
- 野球部
- 男子ソフトテニス・女子ソフトテニス部
- 男子バスケットボール・女子バスケットボール部
- 女子バレーボール部
- サッカー部
- 男子バドミントン・女子バドミントン部

### 文化系
- 美術部
- 家庭科部
- 技術部

### 奉仕係
- 吹奏楽部
- 放送部
- 図書部
- 園芸部

## 交通アクセス
- 広島電鉄宮島線井口電停徒歩3分。

## 著名な卒業生
- 三上絵里（元テレビ新広島アナウンサー）、政治家
- 石井杏奈
- 中元日芽香
- 中本幸一（お笑い芸人。ツーナッカンのメンバー）
- 西島大介

## 部活動の表彰
- 放送部  NHK杯全国中学校放送コンテストでは、平成23年にラジオ番組部門、平成25年にはテレビ番組部門で最優秀賞を受賞した。